# Florian Zeller
Florian Zeller (Paris, 28 de junho de 1979) é um escritor e diretor francês. Seu primeiro livro publicado no Brasil se passa no Cairo e traz as diferenças culturais de dois mundos. Foi galardoado com o Prix Interallié em 2004, pela obra La Fascination du Pire. Ele é, segundo o The Times, "o dramaturgo mais emocionante do nosso tempo".
No Oscar 2021, Zeller venceu o prêmio de Melhor Roteiro Adaptado pelo seu filme The Father, juntamente com Christopher Hampton. Ambos também venceram o BAFTA de melhor roteiro adaptado no mesmo ano.

## Obras
Peças de teatro
- 2004: L'Autre
- 2005: Le Manège
- 2006: Si tu mourais (Prix Jeune Théâtre da Academia Francesa)
- 2008: Elle t'attend
- 2010: The Mother (2015 em Londres, 2019 em Nova Iorque)
- 2011: The Truth (2017 em Londres)
- 2012: Le Père (2014 em Londres, 2016 em Nova Iorque, adaptado para o filme Floride, de 2015, e para o filme The Father, de 2020)
- 2013: Une heure de tranquillité (adaptado para o filme Do Not Disturb, de 2014)
- 2014: The Lie (2017 em Londres)
- 2016: L'Envers du décor (adaptado para o filme The Other Woman, de 2018)
- 2016: The Height of the Storm (2018 em Londres)
- 2018: Le Fils (2019 em Londres, adaptado para o filme The Son, de 2022)
- 2021: The Forest (2021 em Londres)

Cinema
- 2008: Castle in Sweden (roteirista)
- 2014: Do Not Disturb (roteirista)
- 2018: The Other Woman (roteirista)
- 2020: The Father (roteirista e diretor)
- 2022: The Son (roteirista e diretor)

Romances
- 2002: Neiges artificielles, Flammarion
- 2003: Les Amants du n’importe quoi, Flammarion
- 2004: La Fascination du pire, Flammarion (Prix Interallié)
- 2006: Julien Parme, Flammario – Parme, Other Press.
- 2012: La Jouissance